# طريقة المسار الحرج
طريقة المسار الحرج (Critical Path Method (CPM: هي إحدي الطرق المستخدمة في إدارة المشاريع طُوِّرَت من قبل شركة دوبونت الأمريكية في عام 1957 لمعالجة مشكلة إيقاف وحدات الإنتاج للصيانة ثم إعادة تشغيلها. طريقة المسار الحرج طريقة تعيينية حاسمة Deterministic فهي لاتأخذ بعين الاعتبار احتمال اختلاف مدة تنفيذ كل مهمة (ليست كطريقة بيرت مثلاً والتي تعتمد توزيع زمني احتمالي).

## ما هو المسار الحرج ؟
تُمَثَّل كل الأنشطة في المشروع طبقا للعلاقات الموجودة بينها علي المخطط الشبكي، الأنشطة تمثلها العقد (الدوائر) بينما تمثل الأسهم البداية أو النهاية الخاصة بكل نشاط، النشاط الحرج هو النشاط الذي لو حدث به تأخير أثناء التنفيذ فإنه يؤدي إلي تأخير المشروع كله بنفس المقدار، المسار الحرج هو المسار الذي يربط بين الأنشطة الحرجة وهو يبدأ من بداية المشروع وينتهي عند نهاية المشروع، وهو أطول مسار من حيث المدة الزمنية في المخطط الشبكي. على هذا المسار لا يوجد أي هامش زمني للمناورة في تنفيذ أي مهمة بسبب عدم وجود فائض زمني في أي مهمة على هذا المسار.

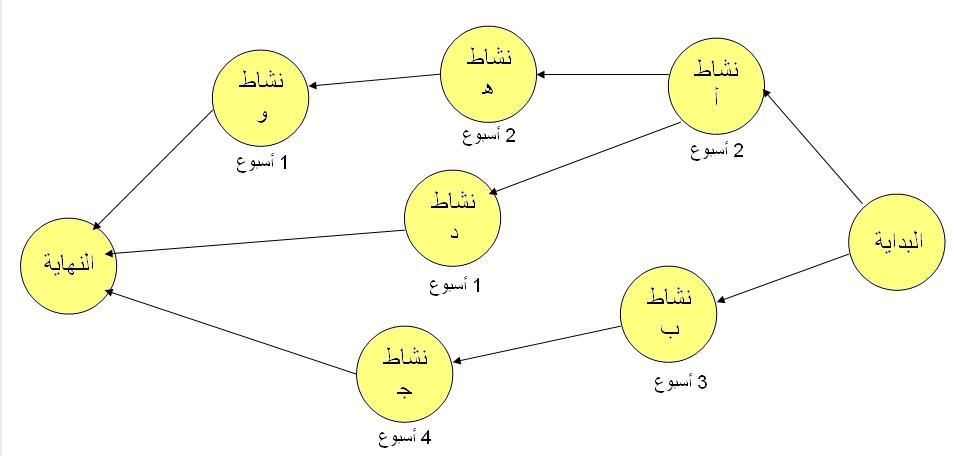
مثال لمخطط شبكي

## فوائدها
- الحصول على تمثيل تخطيطي للمشروع.
- التنبؤ بالوقت اللازم لإنهاء المشروع.
- التمييز بين المهمات الحرجة والغير حرجة في المشروع، وبالتالي تحديد هامش المناورة الممكن بالنسبة لكل مهمة حيث يمكن نقل بعض الموارد من المهمات غير الحرجة وتركيزها على المهمات الحرجة مما يساهم بخفض زمن المشروع مع ثبات الكلفة.

## خطوات التطبيق
تتلخص خطوات تطبيق طريقة المسار الحرج في:
1- معرفة كل الأنشطة التي يجمعها المشروع
في البداية تُنَّظَمُ قائمة بكل المهام (الأنشطة) التي يضمها المشروع غالباً بناءً على بنية تقسيم العمل
هيكلية تقسيم العمل
2- معرفة العلاقات بين هذه المهام
هناك مهام يمكن أن تنفذ على التوازي أو قد تعتمد علي انتهاء المهام أخرى (على التسلسل)، في هذه الخطوة تُنَّظَمُ قائمة بكل مهمة وعلاقاتها بالمهمات الأخرى.
3- رسم المهام علي المخطط الشبكي
بعد معرفة المهام وما يترتب عليها من مهام أخرى، يُرْسَم المخطط الشبكي الخاص بالمشروع بحيث تكون الأنشطة مرسومة عند العقد  (Activity on Node)
4- تقدير الزمن اللازم لإنهاء كل مهمة على حدة
يُقَدَّر الزمن اللازم لإنهاء كل مهمة من واقع الخبرات السابقة بهذه المهام أو باستخدام الحدس المنطقي والذي قد لا يخلو من الخطأ في التقدير.
5- تحديد المسار الحرج من على المخطط الشبكي
و هو أطول مسار من حيث المدة الزمنية اللازمة لإنهائه، والذي يتسبب في تأخير المشروع كله إن حدث تأخير في أي نشاط فيه.
6- تحديث المخطط الشبكي بشكل دوري أثناء تنفيذ المشروع
خلال تنفيذ المشروع، يُسْجَلُ الوقت الحقيقي الذي استغرقه كل نشاط، وفي هذه الأثناء قد يظهر مسار حرج جديد أو تظهر أنشطة جديدة لم تكن في الحسبان.

## هامش
1. ↑  في بعض الأحيان يُرْسَم النشاط علي السهم ِActivity on Arrow

## وصلات خارجية
- كيفية استعمال طريقة المسلك الحرج
- نت م-ب-أ، مركز معلومات المشروعات